# Operad

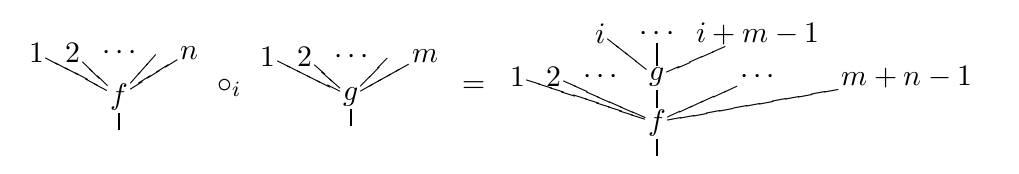
Injerto de elementos en una operada (matemáticas)

En matemáticas, se llama operad a una estructura construida a partir de operaciones abstractas, cada una de las cuales tiene un número finito de entradas (argumentos) y una sola salida como resultado, así como unas reglas sobre como se deben componer esas operaciones. Dado un operad {\displaystyle O}, se define un álgebra sobre {\displaystyle O} como un conjunto dotado de operaciones en sus elementos de forma que se comportan como las operaciones abstractas de {\displaystyle O}. Por ejemplo, existe el llamado operad de Lie {\displaystyle L} tal que las álgebras sobre {\displaystyle L} son precisamente las álgebras de Lie. De esta manera, el operad {\displaystyle L} es una forma de abstraer en un objeto matemático las operaciones que comparten entre sí todas las álgebras de Lie. El operad de relaciona con sus álgebras de manera similar a como un grupo se relaciona con las representaciones del grupo. 
La teoría de operads tiene su origen en la topología algebraica, donde fueron introducidas en 1969 por J. Michael Boardman y Rainer M. Vogt con el fin de caracterizar ciertos espacios de lazos. y por  J. Peter Mayin 1970. May creó la palabra "operad" como un acrónimo de "operaciones" y "mónada", a lo que se une también el hecho de que su madre era cantante de ópera.
El interés por la teoría de operads recobró actualidad a finales del siglo XX a partir de que, basándose en las primeras ideas de Maxim Kontsevich, Victor Ginzburg y Mikhail Kapranov descubrieron que algunos fenómenos de dualidad en la teoría de la homotopía racional podían explicarse utilizando la llamada dualidad de operads de Koszul. Desde entonces, las operaciones han encontrado muchas aplicaciones como, por ejemplo, en la cuantización por deformación de las variedades de Poisson, en la conjetura de Deligne,  o la homología de grafos dentro de los trabajos de Maxim Kontsevich y Thomas Willwacher .